# Hymenostylium dicranelloides
Hymenostylium dicranelloides är en bladmossart som beskrevs av Brotherus och Hugh Neville Dixon 1928. Hymenostylium dicranelloides ingår i släktet Hymenostylium och familjen Pottiaceae. Inga underarter finns listade i Catalogue of Life.